# Запорізька обласна рада депутатів трудящих I скликання
Запорізька обласна рада депутатів трудящих першого скликання — представничий орган Запорізької області 1939-1947 років.
Нижче наведено список депутатів Запорізької обласної ради 1-го скликання, обраних 24 грудня 1939 року. Всього до Запорізької обласної ради 1-го скликання було обрано 76 депутатів. До складу обласної ради обрано 57 чоловіків та 19 жінок. За партійною приналежністю: 55 членів ВКП(б) і 21 безпартійний. За соціальним складом: 23 робітників, 32 службовці, 21 селянин. За національним складом: 48 українців, 25 росіян, 2 євреїв, 1 іншої національності.
| Прізвище, ім'я, по-батькові      | Виборчий округ               | Посада | Примітки |
| -------------------------------- | ---------------------------- | --- | -------- |
| Астахов Михайло Андрійович       | Осипенківський № 20          | завідувач Осипенківського міського відділу торгівлі                                                                    |          |
| Бабенко Іван Андрійович          | Василівський № 28            | завідувач Запорізького обласного земельного відділу                                                                    |          |
| Батраченко Андрій Потапович      | Запорізький № 6              | декан фізико-математичного факультету Запорізького педагогічного інституту                                             |          |
| Білий Федот Якович               | Ново-Троїцький № 57          | чабан колгоспу імені «Крестьянской газеты» Успенівської сільської ради Ново-Троїцького району                          |          |
| Біндер Бенціон Хаїмович          | Ново-Златопільський № 62     | голова Ново-Златопільського райвиконкому                                                                               |          |
| Богданов Степан Миронович        | Запорізький № 10             | майстер відділу інструментального цеху ремонтно-механічних майстерень Запорізького металургійного заводу               |          |
| Бойко Тихон Федотович            | Ново-Біликський № 65         | голова Оріхівського райвиконкому                                                                                       |          |
| Бондаренко Григорій Іванович     | Запорізький № 5              | голова Запорізької міської ради                                                                                        |          |
| Бражиненко Федір Антонович       | Ново-Данилівський № 23       | голова Якимівського райвиконкому                                                                                       |          |
| Булига Іван Якович               | Мало-Лукашівський № 74       | конюх колгоспу імені Красіна Трудолюбівської сільської ради Червоноармійського району                                  |          |
| Бутенко Ксенія Антонівна         | Ново-Василівський № 61       | доярка племінного радгоспу «Розівка»                                                                                   |          |
| Вознюк Володимир Адамович        | Іванівський № 45             | голова Іванівського райвиконкому                                                                                       |          |
| Володін Михайло Тихонович        | Андріївський № 24            | 1-й секретар Андріївського райкому КП(б)У                                                                              |          |
| Голобурдін Іван Григорович       | Запорізький № 11             | начальник зміни 5-ї серії електролізного цеху Дніпровського алюмінійового заводу імені Кірова                          |          |
| Горбань Федір Григорович         | Осипенківський № 19          | начальник Управління НКВС по Запорізькій області                                                                       |          |
| Горлов Семен Остапович           | Гохштедський № 54            | голова Михайлівського райвиконкому                                                                                     |          |
| Гражданов Кузьма Олександрович   | Зеленівський № 25            | керуючий Запорізької контори Держбанку СРСР                                                                            |          |
| Демидов Іван Михайлович          | Лукашівський № 43            | завідувач Запорізького обласного відділу охорони здоров'я                                                              |          |
| Дем'яненко Олександра Зінов'ївна | Василівський № 29            | завідувачка свиноферми колгоспу імені Петровського села Магдалинівка Василівського району                              |          |
| Добротін Петро Васильович        | Якимівський № 22             | прокурор Запорізької області                                                                                           |          |
| Дорофеєв Захар Миколайович       | Запорізький № 1              | заступник, в.о. голови Організаційного комітету Президії Верховної Ради УРСР по Запорізькій області                    |          |
| Дорошенко Ніна Яківна            | Асканія-Нова № 58            | старший науковий працівник Всесоюзного науково-дослідного інституту гібридизації і акліматизації тварин «Асканія Нова» |          |
| Загробський Іван Петрович        | Кам'янсько-Дніпровський № 47 | 1-й секретар Кам'янсько-Дніпровського райкому КП(б)У                                                                   |          |
| Зуб Марія Харлампіївна           | Успенівський № 41            | голова Затишанської сільської ради                                                                                     |          |
| Кабаченко Михайло Іванович       | Запорізький № 3              | майстер інструментального цеху Запорізького заводу «Комунар»                                                           |          |
| Каліберда Оксана Кузьмівна       | Велико-Лепетихський № 31     | ланкова по бавовні колгоспу «3-й вирішальний» Велико-Лепетихського району                                              |          |
| Кириленко Андрій Павлович        | Мелітопольський № 16         | 2-й секретар Запорізького обкому КП(б)У                                                                                |          |
| Кожухов Дмитро Тимофійович       | Оріхівський № 63             | секретар Організаційного комітету Президії Верховної Ради УРСР по Запорізькій області                                  |          |
| Кокарєв Юхим Іванович            | Запорізький № 14             | завідувач Запорізького обласного фінансового відділу                                                                   |          |
| Комаров Віталій Михайлович       | Федорівський № 68            | начальник Запорізького обласного відділу міліції НКВС                                                                  |          |
| Комаров Петро Миколайович        | Запорізький № 9              | 2-й секретар Запорізького міськкому КП(б)У                                                                             |          |
| Коробцов Василь Леонтійович      | Терпенівський № 50           | тракторист Терпенівської МТС села Федорівка Мелітопольського району                                                    |          |
| Коса Василь Іванович             | Запорізький № 4              | старший майстер Запорізького авіаційного заводу імені Баранова                                                         |          |
| Кочкарьов Василь Ксенофонтович   | Нижньо-Сірогозький № 59      | 1-й секретар Нижньо-Сірогозького райкому КП(б)У                                                                        |          |
| Красніков Всеволод Іванович      | Ново-Олександрівський № 42   | голова Оргкомітету по Запорізькому сільському районі                                                                   |          |
| Крюкова Федосія Сисоївна         | Мелітопольський № 17         | робітниця швейної фабрики імені Рози Люксембург міста Мелітополя                                                       |          |
| Крячок Іван Федорович            | Велико-Рогачицький № 32      | голова Велико-Лепетиського райвиконкому                                                                                |          |
| Кузьмін Анатолій Миколайович     | Запорізький № 8              | директор Запорізького металургійного заводу імені С.Орджонікідзе                                                       |          |
| Ломакін Феофан Гаврилович        | Кам'янсько-Дніпровський № 46 | завідувач Запорізького обласного відділу торгівлі                                                                      |          |
| Луковкін Павло Іванович          | Рот-Фронтівський № 76        | командир РСЧА, полковий комісар                                                                                        |          |
| Малашенко Микола Юхимович        | Велико-Токмацький № 33       | контрольний майстер цеху Велико-Токмацького заводу імені Кірова                                                        |          |
| Матюшин Федір Семенович          | Запорізький № 13             | 1-й секретар Запорізького обкому КП(б)У                                                                                |          |
| Метошоп Василь Степанович        | Канкринівський № 56          | голова колгоспу «Інтернаціонал»                                                                                        |          |
| Микитенко Ганна Пилипівна        | Ново-Олексіївський № 39      | доярка колгоспу імені Сталіна Генічеського району                                                                      |          |
| Миргородський Петро Леонтійович  | Ново-Миколаївський № 52      | завідувач Запорізького обласного відділу народної освіти                                                               |          |
| Мінаков Олександр Григорович     | Мелітопольський № 15         | голова Мелітопольської міської ради                                                                                    |          |
| Мірер Берта Ізраїлівна           | Запорізький № 12             | лікар-педіатр |          |
| Мойсеєнко Микола Петрович        | Запорізький № 2              | 1-й секретар Запорізького обкому ЛКСМУ                                                                                 |          |
| Новікова Анастасія Іванівна      | Мелітопольський № 18         | вчителька середньої школи № 10 міста Мелітополя                                                                        |          |
| Панасенко Іван Дмитрович         | Осипенківський № 26          | 1-й секретар Осипенківського райкому КП(б)У                                                                            |          |
| Передня Іван Прокопович          | Молочанський № 34            | 1-й секретар Велико-Токмацького райкому КП(б)У                                                                         |          |
| Петров Андрій Ілліч              | Ботієвський № 71             | в.о. голови Приазовського райвиконкому                                                                                 |          |
| Петрова Віра Іванівна            | Мар'ївський № 44             | завідувачка ферми колгоспу імені Кірова Запорізького району                                                            |          |
| Пивоваров Панас Терентійович     | Генічеський № 37             | голова Генічеського райвиконкому                                                                                       |          |
| Пипенко Василь Пилипович         | Приморський № 66             | голова Оргкомітету по Приморському районі                                                                              |          |
| Пономаренко Василь Микитович     | Ново-Керменчикський № 49     | заступник завідувача Запорізького обласного фінансового відділу                                                        |          |
| Прядко Андрій Степанович         | Костянтинівський № 51        | голова Мелітопольського райвиконкому                                                                                   |          |
| Ремига Наталія Василівна         | Кіровський № 64              | ланкова колгоспу «Шлях до комунізму» хутора Нова-Покровка                                                              |          |
| Рубан Тетяна Андріївна           | Велико-Білозерський № 36     | вчителька Велико-Білозерської середньої школи                                                                          |          |
| Рябозад Андрій Михайлович        | Сивашський № 72              | старший агроном Петрівської МТС Сивашського району                                                                     |          |
| Скрипник Дмитро Андрійович       | Ново-Григорівський № 38      | директор МТС імені Сталіна Сталінської сільської ради Генічеського району                                              |          |
| Слободченко Клавдія Панасівна    | Першо-Михайлівський № 53     | доярка колгоспу імені Будьонного села Михайлівки Михайлівського району                                                 |          |
| Сорокоус Федот Іванович          | Веселівський № 30            | голова Веселівського райвиконкому                                                                                      |          |
| Старостенко Єфросинія Семенівна  | Першо-Покровський № 60       | голова Догмарівської сільської ради                                                                                    |          |
| Токарєва Анастасія Степанівна    | Приазовський № 70            | завідувачка молочно-товарної ферми клгоспу «Гігант» села Приазовське                                                   |          |
| Тоцький Денис Іванович           | Пологівський № 67            | начальник паровозного відділку станції Пологи                                                                          |          |
| Троян Ніна Кирилівна             | Осипенківський № 27          | комбайнерка МТС імені 20-річчя Жовтня Осипенківського району                                                           |          |
| Халецька Поліна Василівна        | Ново-Миколаївський № 55      | ланкова колгоспу імені Леніна Софіївської сільської ради Ново-Миколаївського району                                    |          |
| Харитонов Григорій Діомидович    | Запорізький № 7              | командир військової частини РСЧА                                                                                       |          |
| Холодій Павло Ісакович           | Куйбишевський № 48           | голова Куйбишевського райвиконкому                                                                                     |          |
| Чуйко Іван Іванович              | Червоноармійський № 73       | завідувач Запорізького обласного комунального відділу                                                                  |          |
| Чумаков Андрій Якович            | Чернігівський № 75           | голова Чернігівського райвиконкому                                                                                     |          |
| Шабалін Олександр Дмитрович      | Гуляйпільський № 40          | редактор газети «Червоне Запоріжжя»                                                                                    |          |
| Шолух Оксана Антонівна           | Тарасівський № 69            | телятниця колгоспу імені Кірова села Ново-Федорівка Пологівського району                                               |          |
| Якименко Віра Гнатівна           | Осипенківський № 21          | токар Осипенківського заводу                                                                                           |          |
| Ящук Іван Хомич                  | Сладкобалківський № 35       | голова Запорізької обласної планової комісії                                                                           |          |

7 січня 1940 року відбулася 1-а сесія Запорізької обласної ради депутатів трудящих 1-го скликання. Головою облвиконкому обраний Дорофеєв Захар Миколайович, заступниками голови: Пономаренко Василь Микитович, Мінаков Олександр Григорович, Вознюк Володимир Адамович та Ящук Іван Хомич. Секретарем облвиконкому обраний Кожухов Дмитро Тимофійович.
Обрано Запорізький облвиконком у складі 21 чоловіка: Дорофеєв Захар Миколайович — голова облвиконкому; Пономаренко Василь Микитович — 1-й заступник голови облвиконкому; Мінаков Олександр Григорович — заступник голови облвиконкому; Вознюк Володимир Адамович — заступник голови облвиконкому; Ящук Іван Хомич — заступник голови облвиконкому та голова обласної планової комісії; Кожухов Дмитро Тимофійович — секретар облвиконкому; Матюшин Федір Семенович — 1-й секретар Запорізького обкому КП(б)У; Горбань Федір Григорович — начальник Запорізького обласного управління НКВС; Луковкін Павло Іванович — командир РСЧА, полковий комісар; Кокарєв Юхим Іванович — завідувач Запорізького обласного фінансового відділу; Бабенко Іван Андрійович — начальник Запорізького обласного земельного відділу; Демидов Іван Михайлович — завідувач Запорізького обласного відділу охорони здоров'я; Ломакін Феофан Гаврилович — завідувач Запорізького обласного відділу торгівлі; Бондаренко Григорій Іванович — голова Запорізького міськвиконкому; Кузьмін Анатолій Миколайович — директор Запорізького металургійного заводу імені С.Орджонікідзе; Коса Василь Іванович; Голобурдін Іван Григорович; Миргородський Петро Леонтійович — завідувач Запорізького обласного відділу народної освіти; Петрова Віра Іванівна — доярка колгоспу імені Кірова Запорізького району;  Мойсеєнко Микола Петрович — 1-й секретар Запорізького обкому ЛКСМУ; Кабаченко Михайло Іванович.
На ІІІ-й сесії Запорізької обласної ради 13 серпня 1940 року із займаних посад звільнені Ящук Іван Хомич, Бабенко Іван Андрійович та Кожухов Дмитро Тимофійович. Обраний Гражданов Кузьма Олександрович — член виконкому, заступник голови облвиконкому та завідувач обласної планової комісії. Секретарем облвиконкому обраний Ломакін Феофан Гаврилович, який був звільнений з посади завідувача Запорізького обласного відділу торгівлі. Начальником обласного земельного відділу був затверджений Бондаренко Григорій Іванович.
31 травня 1944 року на сесії Запорізької обласної ради 1-м заступником голови Запорізького облвиконкому обраний Мінаков Олександр Григорович, заступниками голови Запорізького облвиконкому — Миргородський Петро Леонтійович та Москалець Г.К., секретарем Запорізького облвиконкому — Романенко Іван Юхимович, головою Запорізької обласної планової комісії — Курило К.К., головою Запорізького обласного суду — Єлізаров Михайло Антонович. Затверджено новий склад виконавчого комітету Запорізької обласної ради: Пономаренко Василь Микитович, Мінаков Олександр Григорович, Миргородський Петро Леонтійович, Москалець Г.К., Матюшин Федір Семенович, Романенко Іван Юхимович, Кокарєв Юхим Іванович, Демидов Іван Михайлович, Астахов Михайло Андрійович, Бондаренко Григорій Іванович, Мойсеєнко Микола Петрович, Курило К.К., Чуйко Іван Іванович.